# Odznaka honorowa „Zasłużony dla Kolejnictwa”
Odznaka honorowa „Zasłużony dla Kolejnictwa” – polskie odznaczenie resortowe ustanowione 22 listopada 2000 i nadawane przez ministra właściwego do spraw transportu, jako zaszczytne honorowe wyróżnienie przyznawane pracownikom kolejnictwa za szczególne osiągnięcia zawodowe oraz innym osobom za zasługi lub osiągnięcia w dziedzinie rozwoju kolejnictwa. Odznaka jest jednostopniowa i może być nadana tylko raz. Odznakę nosi się na prawej stronie piersi.
Odznaka ma kształt okrągłego medalu o średnicy 32 mm i jest wykonana z metalu w kolorze srebrnym. W środku na tle okrągłej ciemnoniebieskiej emaliowanej tarczy jest umieszczone koło resorowe ze skrzydłami, a nad nim napis „ZASŁUŻONY”. W otoku w górnej części jest umieszczona wstęga pokryta w połowie białą, w połowie czerwoną emalią, a w dolnej części napis „DLA KOLEJNICTWA”. Odwrotna strona odznaki jest gładka; umieszczone jest na niej zapięcie.